# Muhammad ibn Tughdsch

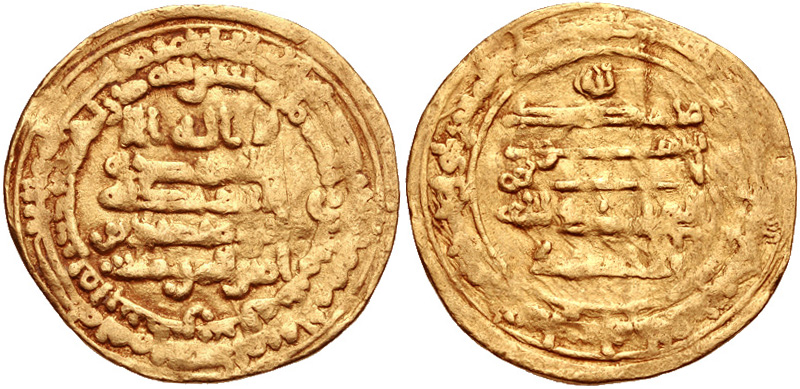
Unter al-Ichschid 944 in Palästina gedruckter Dinar mit seinem Namen und Titel „Mohammed al-Ichschid“, zusammen mit dem des Kalifen

Abu Bakr Muhammad ibn Tughdsch al-Ichschid (arabisch أبو بكر محمد بن طغج الإخشيد, DMG Abū Bakr Muḥammad b. Ṭuġǧ al-Iḫšīd; * 882; † 946) aus der Ichschididen-Dynastie herrschte 935–946 faktisch unabhängig über Ägypten.
Muhammad ibn Tughdsch wurde in Ferghana geboren und begann in der Armee der Abbasiden, die zum größten Teil aus türkischen Militärsklaven (Mamluken) bestand, seine Karriere. Nach seiner Ernennung zum Statthalter von Syrien (930) wurde ihm 935 auch die Verwaltung von Ägypten übertragen. Seit 939 konnte er weitgehend unabhängig herrschen und die Dynastie der Ichschididen begründen. Er lehnte sich allerdings weiterhin an die Abbasiden an, um der Bedrohung durch die Fatimiden aus Ifrīqiya standhalten zu können.
Um seine Machtbasis im Kampf gegen die Fatimiden zu verbessern, besetzte Muhammad zwischen 942 und 944 Palästina, den Hedschas und Syrien bis nach Aleppo. Allerdings kam es schon 945 zu einem Abkommen mit den Hamdaniden über die Aufteilung der Herrschaft in Syrien. Nach seinem Tod im Jahre 946 übernahm der Eunuch Kāfūr die Regentschaft für die minderjährigen Thronfolger (946–968).